# Road to Rouen
Road to Rouen é o quinto álbum de estúdio da banda britânica de rock Supergrass, lançado em maio de 2005 pela Parlophone sob produção musical do próprio grupo.
O projeto foi gerado sob várias crises vividas pelos integrantes, incluindo a morte da mãe de Gaz Coombes e Rob Coombes e, diferentemente dos anteriores, contém várias orquestrações. Foi recebido de forma favorável pela crítica e figurou na nona posição das paradas britânicas.

## Faixas
1. "Tales of Endurance (Parts 4, 5 & 6)" – 5:31
2. "St. Petersburg" – 3:09
3. "Sad Girl" – 3:37
4. "Roxy" – 6:17
5. "Coffee In The Pot" – 1:49
6. "Road to Rouen" – 3:51
7. "Kick In The Teeth" – 3:36
8. "Low C" – 4:16
9. "Fin" – 3:11